# Піднебесне
Піднебе́сне (каз. Поднебесное) — село у складі Бородуліхинського району Абайської області Казахстану. Входить до складу Бородуліхинського сільського округу.
Населення — 57 осіб (2021; 56 у 2009, 98 у 1999, 133 у 1989).
Національний склад станом на 1989 рік:
- росіяни — 100 %